# Cantone di Saint-Thégonnec
Il Cantone di Saint-Thégonnec era una divisione amministrativa dell'arrondissement di Morlaix.
A seguito della riforma approvata con decreto del 13 febbraio 2014, che ha avuto attuazione dopo le elezioni dipartimentali del 2015, è stato soppresso.

## Composizione
Comprendeva i comuni di:
- Le Cloître-Saint-Thégonnec
- Loc-Eguiner-Saint-Thégonnec
- Pleyber-Christ
- Plounéour-Ménez
- Saint-Thégonnec